# Joseph Léo Dupré (1808-1882)
Pour les articles homonymes, voir Dupré.
Joseph Léo Dupré est un homme politique français né le 6 août 1808 à Carcassonne (Aude) et mort le 16 juillet 1882 à Saint-Jean-de-Barrou (Aude).

## Biographie
Avocat à Carcassonne, il devient substitut à Espalion, puis à Carcassonne en 1836. Il est procureur à Perpignan en 1841, puis à Carcassonne en 1843 et avocat général à la cour d'appel de Riom. Conseiller général du canton de Mouthoumet, il est député de l'Aude de 1849 à 1851, siégeant à droite. 
Il est avocat général à Bordeaux en 1852, procureur général à Agen en 1853 puis à Toulouse en 1863. Il quitte la magistrature en septembre 1870. 
Il est le petit-fils de Joseph Dupré (1742-1823), député du tiers-État pour la Sénéchaussée de Carcassonne de 1789 à 1791.

## Sources
- « Joseph Léo Dupré (1808-1882) », dans Adolphe Robert et Gaston Cougny, Dictionnaire des parlementaires français, Edgar Bourloton, 1889-1891 [détail de l’édition]